# Rafael Díaz-Balart
Rafael Lincoln Díaz-Balart Gutiérrez (Banes, 17 gennaio 1926 – Key Biscayne, 6 maggio 2005) è stato un politico cubano.
Fu leader della maggioranza nella Camera dei Rappresentanti durante la dittatura di Fulgencio Batista e svolse anche la carica di sottosegretario degli Interni.
Fu cognato di Fidel Castro.

## Biografia
Nato a Banes, Díaz-Balart era figlio del sindaco di Banes, Rafael José Díaz-Balart, che fu anche membro della Camera dei Rappresentanti nel 1936. Nel 1955, Díaz-Balart fece un discorso davanti alla Camera dei Rappresentanti in concorso all'amnistia concessa al suo cognato, Fidel Castro, per la sua partecipazione all'assalto alla caserma Moncada. Díaz-Balart fu scelto senatore nel 1958, ma non poté prendere possesso della carica a causa della rivoluzione cubana che portò al potere Castro il 1º gennaio 1959.
Díaz-Balart fondò La Rosa Bianca, la prima pubblicazione anticastrista, nel gennaio 1959. Fu padre di quattro figli: due congressisti statunitensi, Lincoln Díaz-Balart e Mario Díaz-Balart; il giornalista televisivo José Díaz-Balart, e il banchiere Rafael Díaz-Balart. Oltretutto fu fratello di Mirta Díaz-Balart, la prima moglie di Fidel Castro. Il suo altro fratello, Waldo Díaz-Balart fu pittore e attore in due film di Andy Warhol negli anni '60.
Dopo la sua partenza da Cuba, Rafael Díaz-Balart passò degli anni in Spagna. Lì lavorò in "Assicurazioni Iberica La Providencia". In seguito fu anche per vari anni diplomatico per il governo della Costa Rica in Venezuela e Paraguay.
Díaz-Balart morì il 6 maggio 2005 nella sua casa di Key Biscayne, Florida dopo una lunga battaglia contro la leucemia.
L'edificio che alberga la Facoltà di Diritto dell'Università Internazionale della Florida porta il suo nome, "Rafael Díaz-Balart Hall", un edificio disegnato dal Robert A. M. Stern Architects.